# Маргиналац
Маргиналац (фр. Le Marginal) преведено и као Полицајац на ивици закона је француски акциони филм из 1983. године са Жан-Пол Белмондом у главној улози.

## Радња
Успешни полицијски комесар Филип Жордан (Жан-Пол Белмондо) послан је из Париза у Марсеј да се бори против наркомафије. Комесаров стил рада је да користи често незаконите методе, које, иако ефикасне, његови нови претпостављени погрешно схватају. Дакле, када хеликоптером сустигне чамац дилера дроге, који је напустио потеру патролног чамца, он их затвори у кабину и једноставно утопи сав хероин у мору.
У разговору са адвокатом нарко-боса Микачија (Хенри Силва), Жордан се понаша бахато, а то га скупо кошта – Микачијеви људи подметну леш једног од доушника у комесаров стан. Злочинци су постигли свој циљ - Жордан је поново пребачен у Париз у окружни комесаријат Монмартр, где му се нуди да ухвати уличне проститутке и ситне лопове. У Паризу покушава да уђе у нарко мрежу Микачија, користећи своје везе у криминалном свету.
И инспектор Рожански (Пјер Верније), Жорданов пријатељ, ловио је Микачија: једном је умало ухватио наркобоса, али му је намештено - бацили су му коверту са новцем у фиоку стола. Рожански и Жордан одлазе у стан „мајке Кемала”, која ради за Микачија и где су смештена три Турчина, носећи кесе хероина у стомаку. Жордан их хапси, али их следећег дана пушта Менсур, саветник турске амбасаде, а шеф комесаријата наређује Жордану да обустави ову истрагу.
Џордан тражи човека по имену "Фреди хемичар" (Мишел Робин), који је чистио дрогу, али га не налази у геј клубу где је овај био у посети. У повратку, комесар упознаје проститутку Ливију-Марију Долорес (Марија Карлос Сото Мајор), коју је испитивала његова колегиница, и проводи ноћ са њом.
Следећег дана, Жордан је позван у затвор код затвореника по имену Ујак („Тон-Тон“ на оригиналном француском). Тон-Тон тражи од комесара да из бордела избави његову шеснаестогодишњу ћерку Катрин, која је била зависна од игле, чиме је постала наркоманка и проститутка. Затвореник каже Жордану где да пронађе Хемичара Фредија, а увече полицајац успешно спасава девојчицу из напуштене куће која је постала јазбина.
Након разговора са Алфредом, комесар извлачи од свог пријатеља 150.000 франака које је Алфред тражио, а хемичар се спрема да оде, али га убијају Микачијеви људи током састанка са Жорданом на станици. Једног од њих, Марка Вилу, комесар задржава и доводи у комесаријат. Након тога одлази на састанак са Ливијом, коју затиче са траговима малтретирања на леђима, и успешно се обрачунава са њеним насилницима.
Када Микачијеви људи убију Жордановог дугогодишњег пријатеља Френсиса, комесар јури убице у блиндираном спортском аутомобилу и набије их на смрт. Начелник комесаријата је бесан, али када Жордан стиже, јасно је да му то не смета много. Плашећи се напада због повлачења, сведочио је Марк Вила. Жордан је био под присмотром, требало је да одведе до Алфреда, којег је Микачи осудио на смрт. Вила такође даје информације о Антонију Балдију, мајстору елиминисања сведока.
Када Балди позове Жордана са понудом да оде код Микачија на разговор, комесар претпоставља да је нарко-бос издао наређење да га елиминише. Вози се са Балдијем, везује га лисицама за волан аутомобила током заустављања и узима му аутоматски пиштољ Берета 93Р. Унајмљене убице, верујући да комесар седи у колима, упуцају га, али Жордан пуца у њих као одговор.
Комесар одлази у клуб код наркобоса и убија га пиштољем одузетим од Балдија. Враћајући се у комесаријат, Жордан сазнаје од Рожанског да се убиство Микачија сматрало још једним злочиначким обрачуном.